# Войново (област Силистра)
 За другото българско село вижте Войново (Област Кърджали).  
Войново е село в Североизточна България. То се намира в община Кайнарджа, област Силистра.